# Сабиналь
Сабиналь (исп. Cayo Sabinal) — коралловый остров у северного побережья Кубы, входит в архипелаг Хардинес-дель-Рей. В административном отношении входит в состав муниципалитета Нуэвитас провинции Камагуэй. Площадь острова составляет 335 км²; длина — около 30 км.
Расположен к востоку от острова Гуахаба. На севере омывается Атлантическим океаном, а на юге — заливом Нуэвитас (Bahia de Nuevitas). Характеризуется плоским рельефом, большим количеством болот и лагун. К западу от города Нуэвитас Сабиналь соединён с островом Куба автомобильной дорогой, идущей по дамбе. На острове развита туристическая отрасль.